# Nikon D80
Nikon D80, tillverkad av Nikon, är en digital systemkamera med Nikon F-bajonett. Kameran presenterades den 9 augusti 2006.
Nikon D80 är efterföljaren till Nikon D70 och Nikon D70s med en 10,2 megapixel CCD-sensor, ny signalbehandlingsprocessor för bildbehandling, 11 fokusområden och högkapacitetsbatteri från Nikon D200.